# Coco (Wejdene)
Coco è un singolo della cantante francese Wejdene, pubblicato il 19 agosto 2020 come secondo estratto dal primo album in studio 16.

## Video musicale
Il video musicale è stato reso disponibile il 19 agosto 2020, in concomitanza con l'uscita del brano.

## Tracce
Testi di Wejdene e Feuneu, musiche di Wejdene, Big Tom, Chulo, Davyone, Feuneu e Mehdi Nine.
1. Coco – 2:47

## Formazione
- Wejdene – voce
- Chichi – produzione
- Feuneu – produzione
- Loxon – produzione

## Classifiche

### Classifiche settimanali
| Classifica (2020) | Posizione massima |
| ----------------- | ----------------- |
| Belgio (Vallonia) | 28                |
| Francia           | 3                 |
| Svizzera          | 81                |

### Classifiche di fine anno
| Classifica (2020) | Posizione |
| ----------------- | --------- |
| Francia           | 90        |